# Кетлогетсве, Тхапело
Тхапело Кетлогетсве (англ. Thapelo Ketlogetswe; род. 12 февраля 1991) — ботсванский легкоатлет, специалист по бегу на короткие дистанции. Выступал за сборную Ботсваны по лёгкой атлетике в период 2008—2013 годов, бронзовый призёр Всеафриканских игр, серебряный призёр чемпионата Африки, рекордсмен страны, участник чемпионата мира в Москве.

## Биография
Тхапело Кетлогетсве родился 12 февраля 1991 года.
Дебютировал в лёгкой атлетике на международной арене в сезоне 2008 года, когда вошёл в состав ботсванской национальной сборной и выступил на чемпионате мира среди юниоров в Быдгоще, где в зачёте бега на 200 метров остановился на предварительном квалификационном этапе.
В 2009 году побывал на чемпионате Африки среди юниоров в Бамбусе, откуда привёз две награды бронзового достоинства, выигранные в беге на 400 метров и в эстафете 4 × 400 метров. Будучи студентом, удостоился права защищать честь страны на летней Универсиаде в Белграде, однако попасть здесь в число призёров не смог.
Первого серьёзного успеха на взрослом уровне добился в 2010 году, когда на африканском первенстве в Найроби завоевал серебряную медаль в программе эстафеты 4 × 400 метров — вместе со своими соотечественниками уступил в финале только команде из Кении. Также в этом сезоне отметился выступлением на чемпионате мира в помещении в Дохе и на юниорском мировом первенстве в Монктоне.
В 2011 году стартовал в нескольких дисциплинах на Универсиаде в Шэньчжэне, в том числе стал пятым в эстафете 4 × 100 метров и четвёртым в эстафете 4 × 400 метров. Выиграл бронзовую медаль в эстафете 4 × 100 метров на Всеафриканских играх в Мапуту.
В 2012 году на чемпионате мира в помещении в Стамбуле в эстафете 4 × 400 метров не смог пройти дальше предварительного квалификационного этапа, тогда как на чемпионате Африки в Порто-Ново в индивидуальном беге на 400 метров дошёл до стадии полуфиналов.
Последний раз показал сколько-нибудь значимый результат на международном уровне в сезоне 2013 года, когда стартовал в эстафете 4 × 400 метров на мировом первенстве в Москве — их команда показала здесь 22 результат.